# Casa Doctor Juncà
La Casa Doctor Juncà és una obra noucentista de Monistrol de Montserrat (Bages) inclosa a l'Inventari del Patrimoni Arquitectònic de Catalunya.

## Descripció
Casa entre mitgeres de dues plantes i soterrani, amb una façana de composició simètrica. A la planta bauxa la porta principal s'obre mitjançant un arc de mig punt rebaixat i a banda i banda hi ha una gran finestra amb el mateix tipus d'arc; al primer pis al centre hi ha una balconada que sobresurt de la façana i a cada banda hi ha una obertura que dona a un balcó de ferro. Totes les obertures estan emmarcades amb motllures, algunes son llises però altres tenen decoració floral a la part superior. la façana està coronada per una balcó de balustre que es trenca al centre per un timpà d'arc de mig punt decorat amb una bola de pedra als costats.

## Història
Forma part de les cases bastides al carrer Julià Fuchs d'època modernista. L'Expedient d'Obres Particulars data del 1920.